# Hotel Kaiserin Augusta

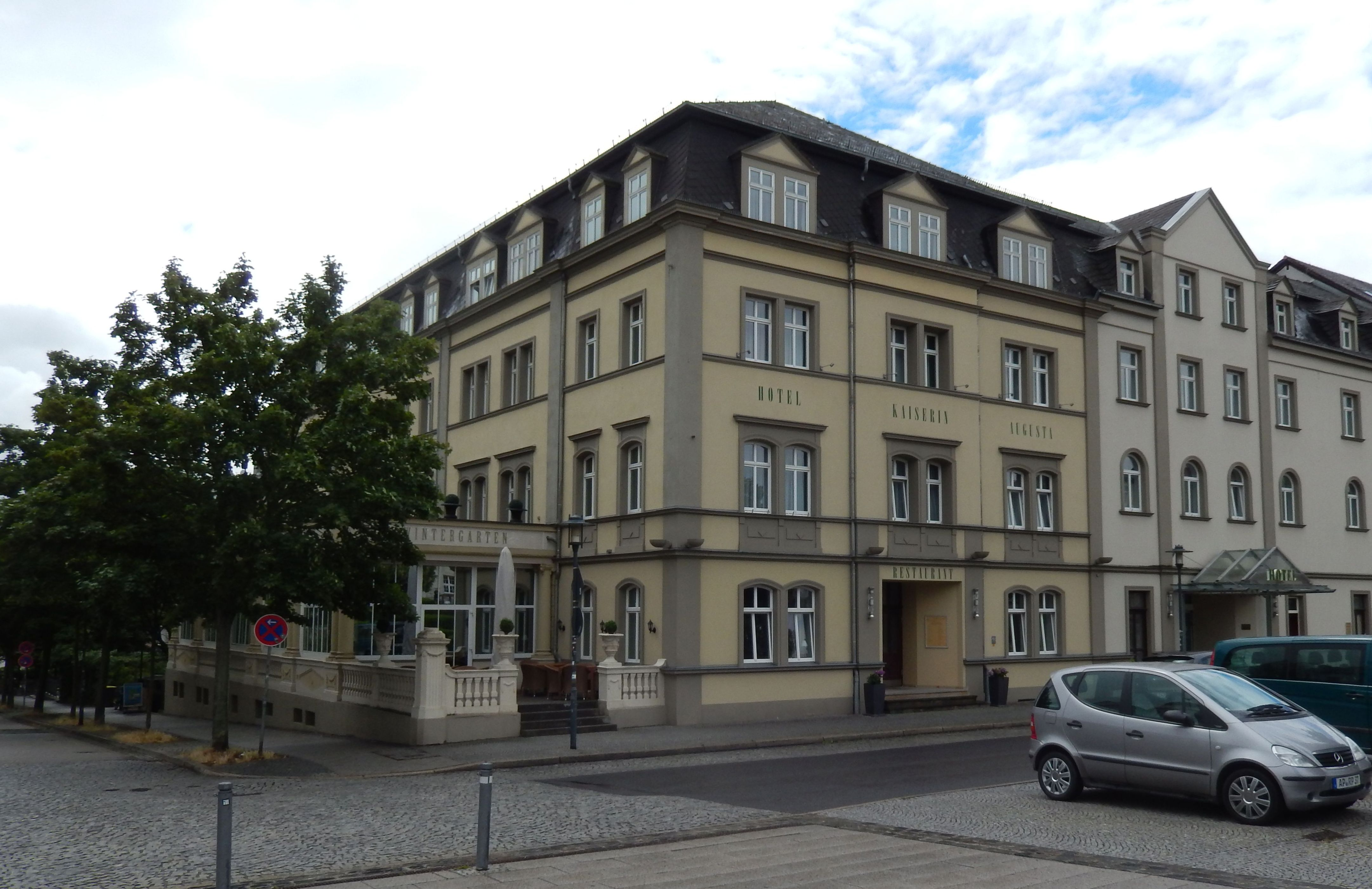
Hotel Kaiserin Augusta, Weimar

Das Hotel Kaiserin Augusta ist ein Hotel in Weimar in einem denkmalgeschützten Gebäude.

## Geschichte

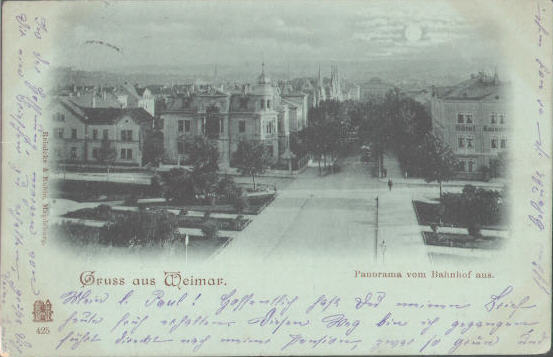
Mondscheinkarte von 1898, rechts das Hotel Kaiserin Augusta

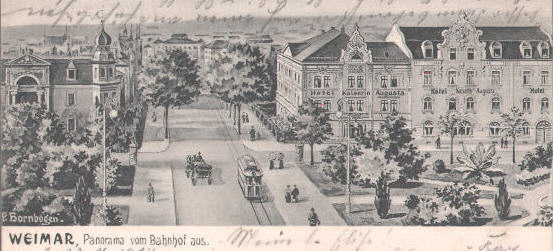
1904

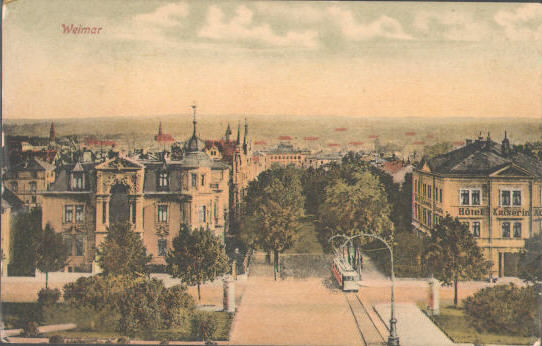
1908

Das Haus wurde im Jahr 1867 gegenüber dem Bahnhof der Stadt errichtet und wurde 1889 ausgebaut. Es ist nach dem Stegmannschen Haus zugleich das zweitälteste der Carl-August-Allee mit der Hausnummer 17. Der damalige Pächter gab ihm den Namen Hotel Kaiserin Augusta nach Augusta, der Tochter der Maria Pawlowna und ihres Gatten Carl Friedrich von Sachsen-Weimar-Eisenach. Um die Jahrhundertwende gehörte das Hotel zu den führenden Häusern in Weimar. 1908 ging es aus den Händen des Pächters Ernst Reinhardt in die Richard Langsdorfs über. Unter Langsdorf wurde das Haus um einen Südflügel und eine überdachte Terrasse, die heute als Wintergarten fungiert, erweitert. 1927 wurde es als „größtes Haus ersten Ranges am Platze“ vermarktet. Damals verfügte das Hotel Kaiserin Augusta über hundert Gästebetten, eine gute Küche und eine reichhaltige Weinkarte.
Im Zweiten Weltkrieg wurde das Bauwerk nur geringfügig beschädigt, weshalb es in der Nachkriegszeit – nun unter dem Namen Augusta – als Offiziersheim genutzt wurde. Ab 1951 gehörte es zu den HO-Gaststätten und trug den Namen Hotel International. 1991 wurde es zum Stadt- und Tagungshotel umgebaut. Es verfügte nun über 134 Zimmer, zwei Restaurants und die üblichen Räumlichkeiten für Konferenzen. Zunächst wurde es als InterCity Hotel in Kooperation mit Steigenberger Hotels geführt. Seit 2004 wird es wieder privat geführt und trägt wieder den Namen Hotel Kaiserin Augusta.

## Autohotel
Schon früh bot das Hotel Kaiserin Augusta den Gästen abschließbare Garagen, eine eigene Tankstelle und einen Wagenpfleger. Damit wurde es zu einem Autohotel und vom AvD und vom ADAC empfohlen.

## Schauplatz besonderer Ereignisse
Am 3. September 1933 wurde im Hotel Kaiserin Augusta die HUK Coburg gegründet. Ebenso war das Hotel Schauplatz der Gründungsversammlung der FDP Thüringen und der Zwangsvereinigung von KPD und SPD.

## Bekannte Gäste
Franz Rosenzweig schrieb in einem Brief vom 25. März 1921, er wohne „im Hotel Augusta am Bahnhof, schlecht und recht.“ Offenbar hätte er das vollbelegte Hotel Elephant vorgezogen. Im Jahr 1949 logierte Thomas Mann im einstigen Hotel Kaiserin Augusta und nahm dort auch offizielle Termine wahr. 1950 wohnte Arnold Zweig im Hotel, weitere bekannte Gäste waren Martin Andersen Nexø und Wilhelm Külz.